# Leh
Leh è una città dell'India di 46 095 abitanti, capoluogo del distretto di Leh e capitale del territorio del Ladakh. In base al numero di abitanti la città rientra nella classe III (da 20 000 a 49 999 persone).

## Società

### Evoluzione demografica
Al censimento del 2001 la popolazione di Leh assommava a 27 513 persone, delle quali 16 746 maschi e 10 767 femmine. I bambini di età inferiore o uguale ai sei anni assommavano a 2 440, dei quali 1 241 maschi e 1 199 femmine. Infine, coloro che erano in grado di saper almeno leggere e scrivere erano 20 634, dei quali 13 685 maschi e 6 949 femmine.

## Galleria d'immagini

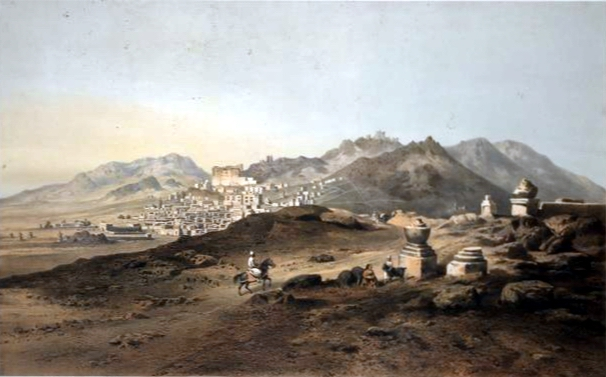
Leh nel 1857
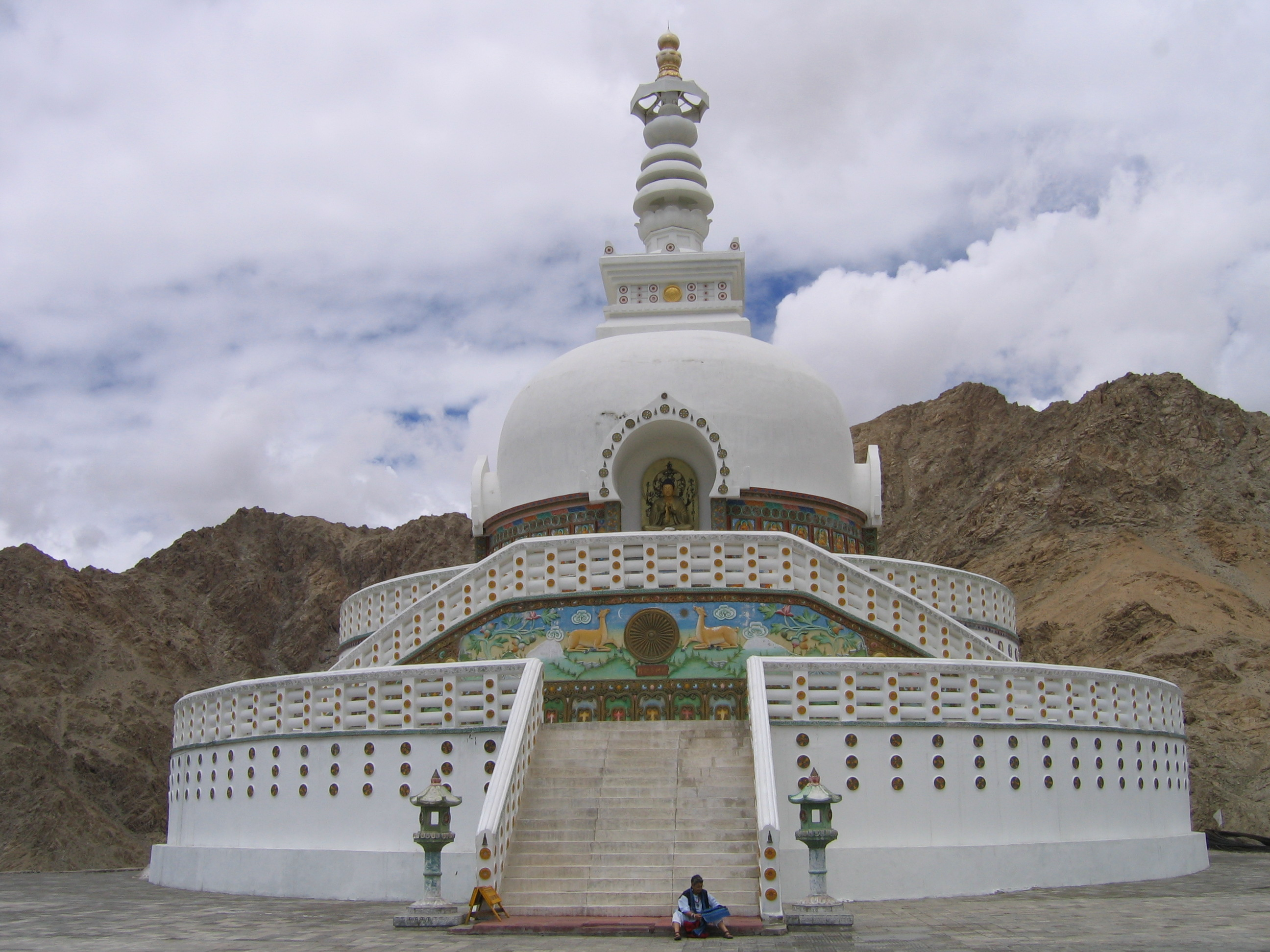
Stupa Shanti, costruita nel 1983 dai giapponesi
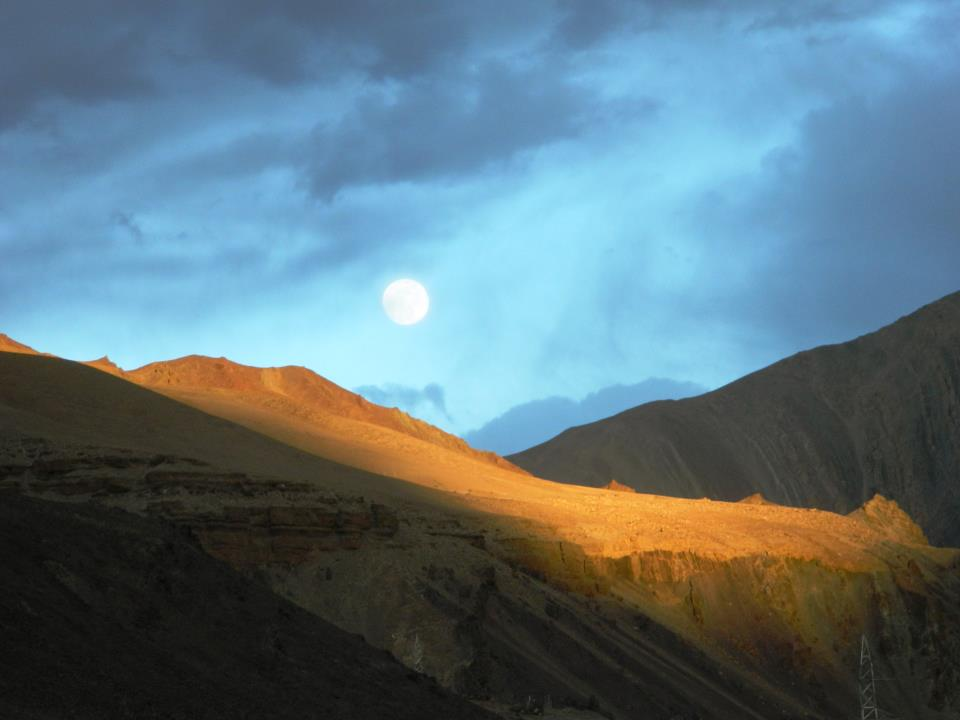
tramonto e luna a Leh
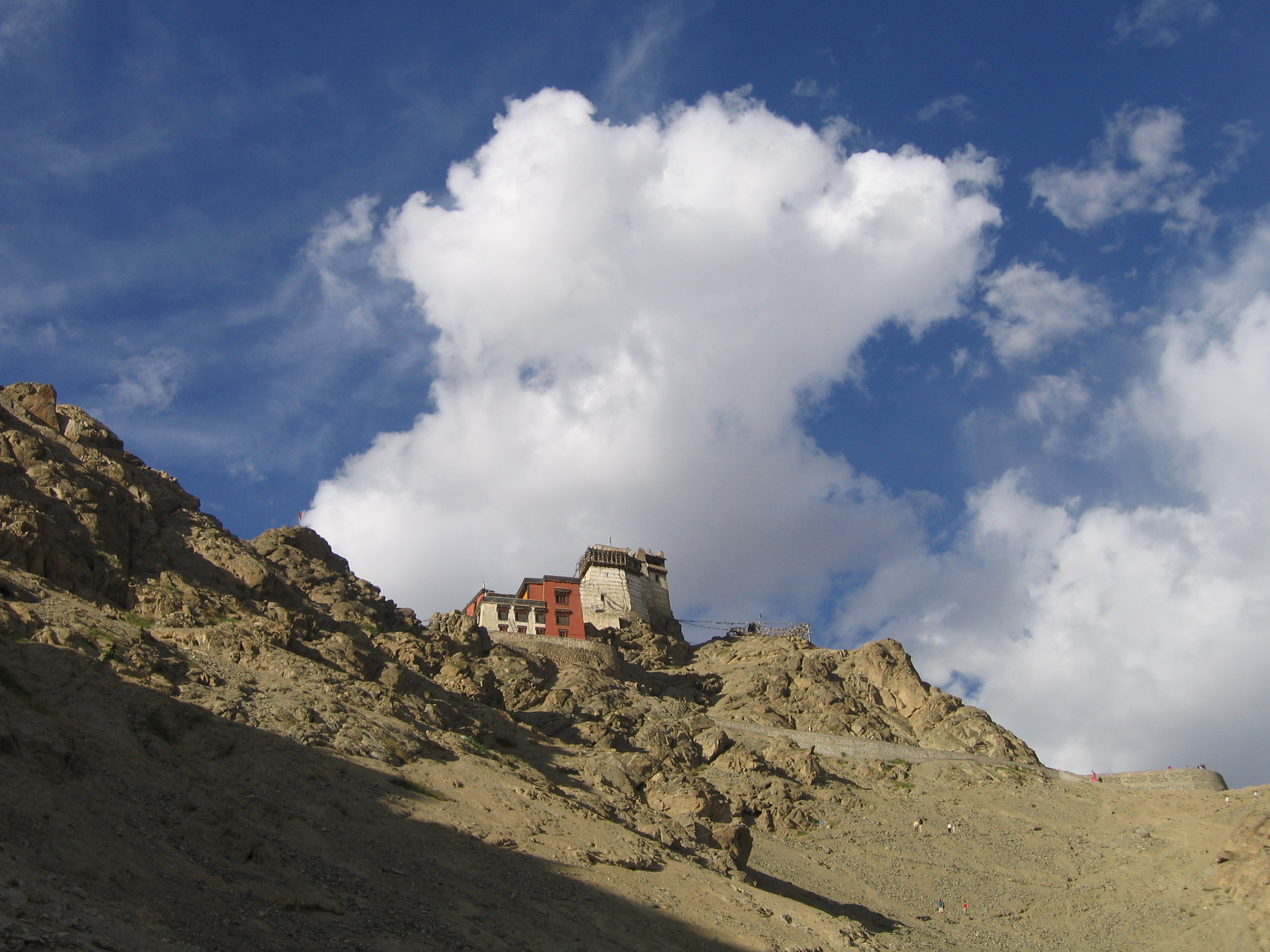
Palazzo di Leh
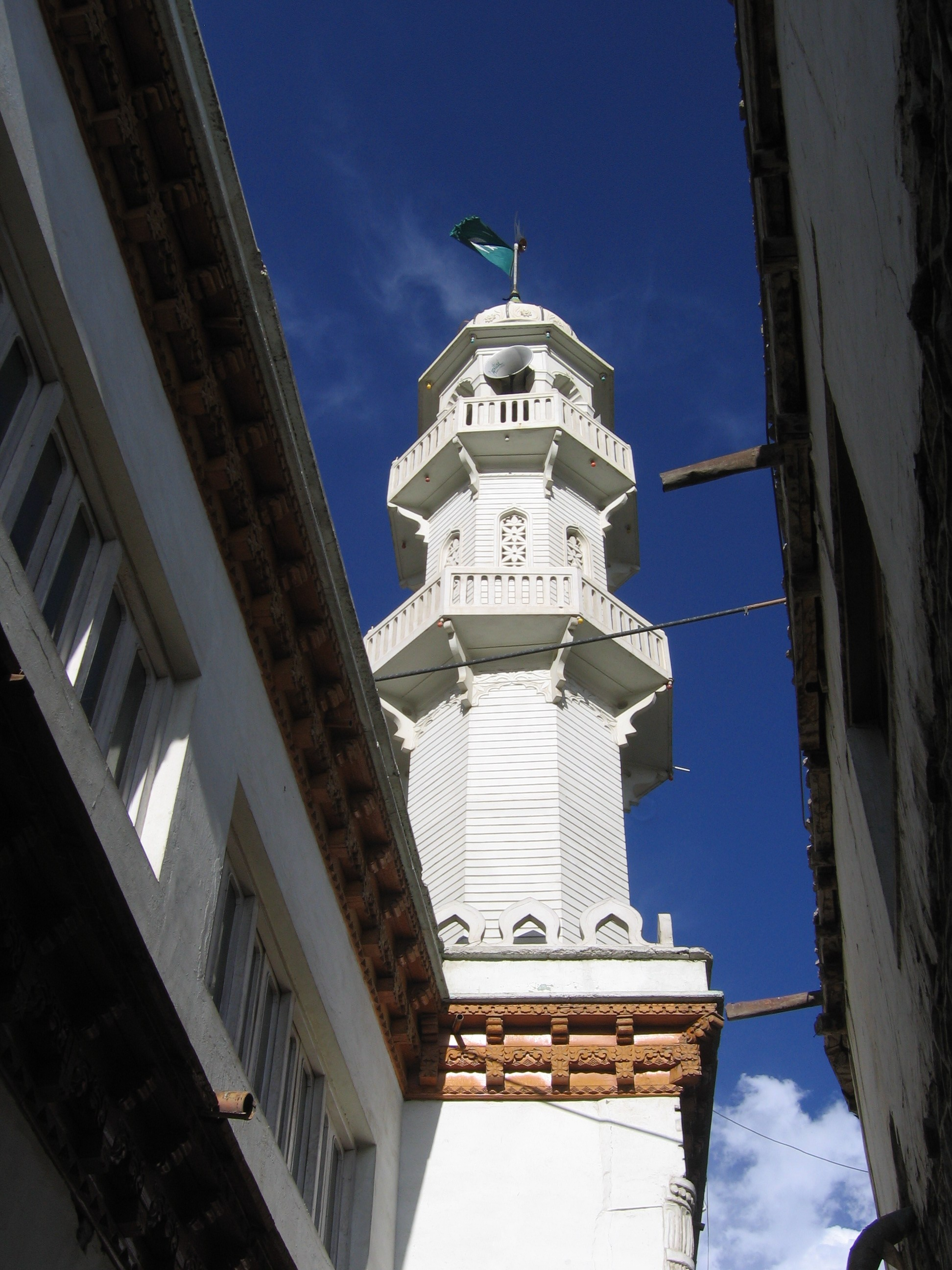
Moschea di Leh
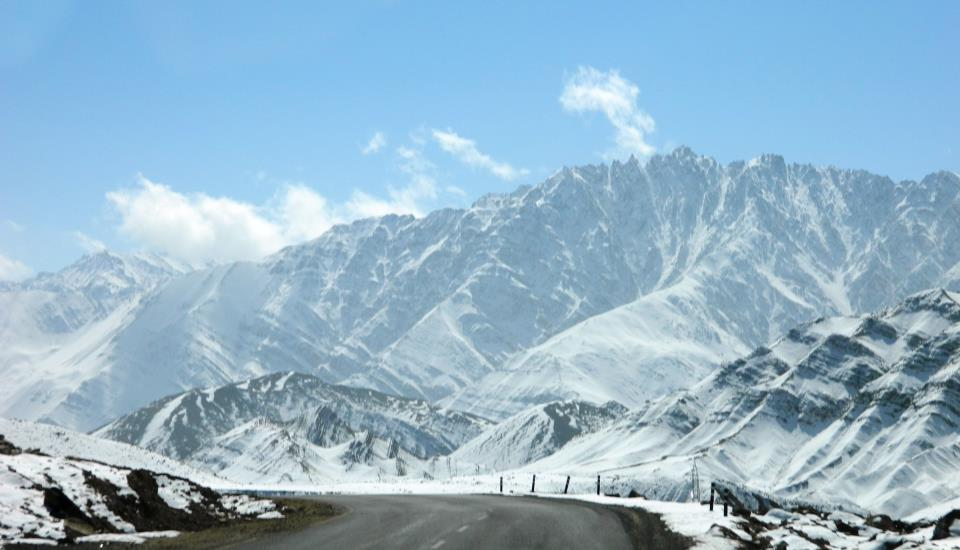
Picchi ghiacciati sulla strada di LEH
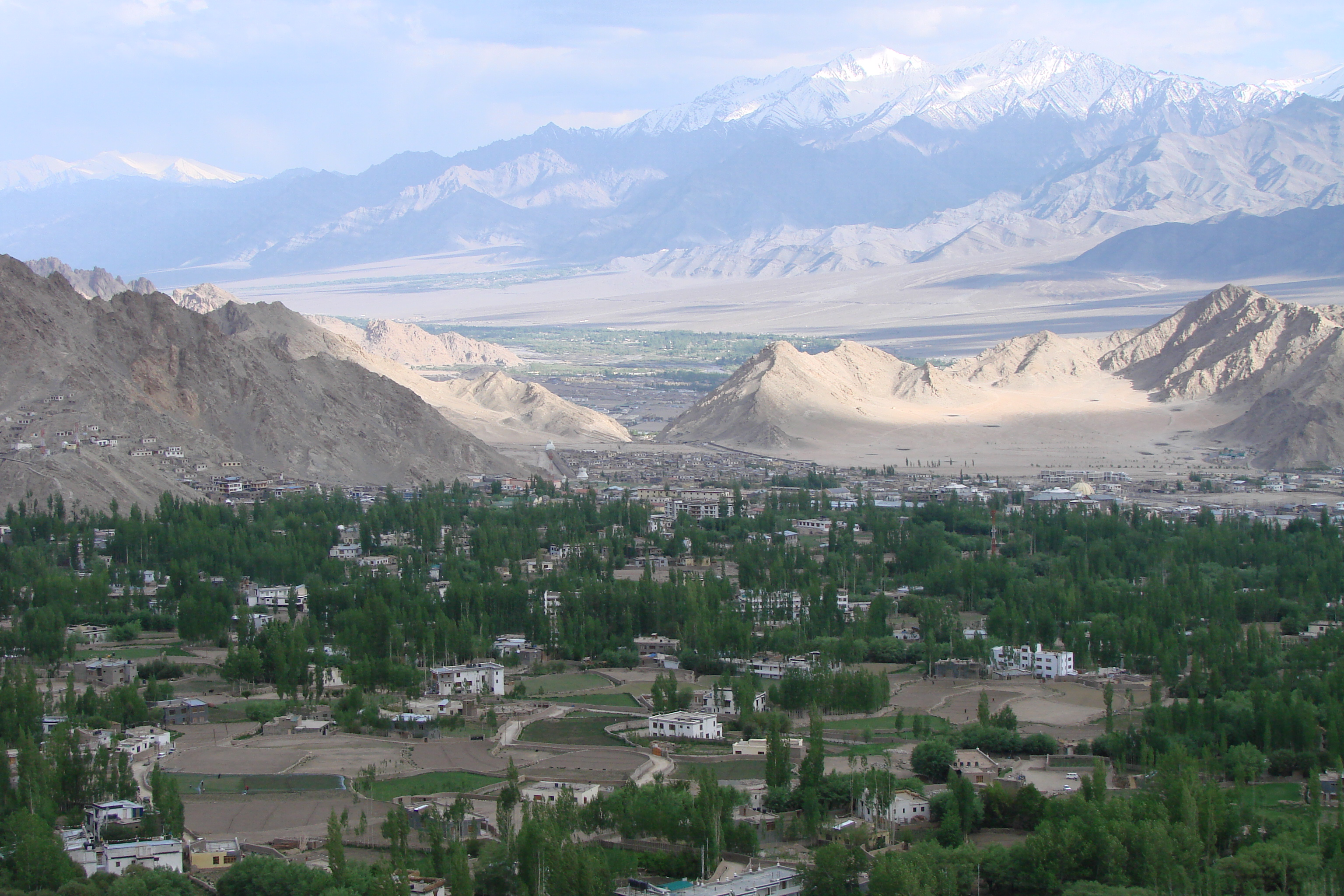
Visione panoramica di Leh vista dalla Stupa Shanti